# 徐立功
徐立功（1943年12月27日—），臺灣著名導演、編劇和電影監製人，金馬國際影展創辦人。

## 簡歷
1967年辅仁大学哲学硕士毕业。1968年开始编写电视剧。曾任行政院新聞局廣播電視事業處科长、国家电影资料馆首屆馆长，歷任中央电影公司副总经理、总经理和副董事长，以及纵横国际影视董事长等职。
其兄長為前行政院副院長徐立德。
35歲那年，他擔任電影圖書館首任館長，一手創辦影迷瘋魔的金馬國際影展，培育黃建業、李幼新等許多優秀影評人。46歲他進入中影，先慧眼獨具把窩家六年的李安拉拔入電影舞台，再一路提攜了蔡明亮、林正盛、陳玉勳、陳國富等新銳導演，拍攝他們生平第一部劇情長片，甚至獲得第一座國際獎項。53歲他寶刀未老地創辦縱橫國際影視，拍攝《臥虎藏龍》、《人間四月天》等作品，再次締造無數台灣影視界的傳奇及潮流至今。並於1994年第31屆金馬獎獲頒傑出製片人特別獎，2010年第47屆金馬獎獲頒終生成就獎。台北金馬影展執行委員會表示，鮮少人能像徐立功一樣，在不同時代、不同位置，為台灣電影文化提供了舉足輕重的貢獻；時值金馬國際影展30週年，頒發他1座終身成就獎肯定他的電影建樹，實至名歸。

## 作品
导演
- 夜奔（1999年）

编剧
- 四千金(1997年)
- 心恋（2004年）

监制
- 河流（1997年）
- 爱情來了（1997年）
- 卧虎藏龙（2000年）
- 心恋（2004年）
- 恋人（2005年）
- 寶米恰恰（2012年）
- 滿月酒（2015年）
- 最後的記憶（2018年）
- 日後，回家路（2020年）

制片
- 販母案考（1990年）
- 推手（1991年）
- 胭脂（1991年）
- 娃娃（1991年）
- 牯嶺街少年殺人事件（1991年）
- 青少年哪吒（1992年）
- 喜宴（1993年）
- 新同居時代（1993年）
- 青春無悔（1993年）
- 三個夏天（1993年）
- 無言的山丘（1993年）
- 飲食男女（1994年）
- 愛情萬歲（1994年）
- 我的美麗與哀愁（1995年）
- 寂寞芳心俱乐部（1995年）
- 热带鱼（1995年）
- 少女小漁（1995年）
- 袋鼠男人（1995年）
- 鹹豆漿（2002年）
- 心恋（2004年）

出品
- 在陌生的城市（1995年）
- 春花夢露（1996年）
- 飛天（1996年）
- 河流（1996年）
- 今天不回家（1996年）
- 美麗在唱歌（1997年）
- 徵婚啟事（1998年）
- 候鳥（2000年）
- 20 30 40（2004年）